# 黑麝
黑麝，又叫黑獐子、褐麂、獐子，門巴語中又稱「拉那」。藏名译音为“拉瓦纳波”。列入中国国家I级重点保护野生动物名录国家林业局官方网站和CITES附录I（除阿富汗、不丹、印度、缅甸、尼泊尔和巴基斯坦的种群外）国家林业局官方网站 （页面存档备份，存于）。

## 生态环境
黑麝的栖息地位于海拔3000-4400米之间的寒冷、潮湿的针叶林线附近，还包括冰雪覆盖的山坡，以及多懸崖峭壁、密林、灌叢地帶。目前所知，適棲範圍內平均密度為每平方公里0.6隻，最高可達每平方公里4.2隻。
牠們仅分布于云南北部的高黎贡山、贡山和西藏东南部的墨脱、察隅、米林、波密、林芝等地。

## 特征
体形与林麝相似，個體小於馬麝，比馬麝矮壯，体长为70- 80厘米，体重7-9千克，肩高約46-50厘米，四肢較馬麝粗壯而短。蹄較大。它的耳朵的上半部、耳尖比林麝宽圆，辟背辟內全呈暗褐色。四肢也比林麝明显粗壮。身上被有粗硬、疏松的体毛，各部位毛均較馬麝的短，长度約為2厘米左右。通体除了背中央一帶微有深橘黃色外，均為純一色的黑褐色或深褐色。頭後的頸背處兩側各有一段斑塊狀間雜的淡黃色毛，俗稱颈纹。雄麝香腺囊均大於馬麝，麝香仁約有羊糞粒大小，顏色較馬麝深。其他特徵與馬麝相同。

## 習性及活動規律
黑麝生活在特殊的濕潤高山峽谷森林地區，不僅具有林麝攀登樹幹的能力，而且在十分險峻的懸崖峭壁上行動自如，在茂密的灌木叢內能跳越枝幹飛奔，在較密的叢林內鉆窜靈活。與馬麝一樣性情膽怯多疑，一旦發現敵害迅速奔逃。多選擇在大樹下或人跡不易接近的石洞、懸崖下躺臥休息。活動範圍較馬麝小，一般約1000至1500平方公尺，但如遇較大的驚嚇以後，可在數天之內不返回此地，這是與其他麝不同的習性之一，由於黑麝活動地區植物種類豐富，四季都有青草綠葉，所以黑麝多食植物的花、漿果、鮮嫩枝葉、根莖以及苔蘚、菌類植物如各种杜鹃、苔草、高山柳等植物。由於多食新鮮嫩綠植物，黑麝每天排糞的次數較馬麝多，約4至6次。據觀察，雄麝在發情季節為爭偶毆鬥時不僅以獠牙刺傷對方，而且還能以兩條後腿站立用較粗壯的前蹄去登踏對方，並從喉嚨裡發出一些恐嚇對方的聲音。相比之下，黑麝是麝科動物中較為兇猛的一種。與林麝一樣，隨氣候的變化，有垂直遷徙的習性。其他習性及活動規律與林麝相仿。